# Фердинандова каменоломка
Фердинандова каменоломка или Македонска каменоломка (Saxifraga ferdinandi-coburgi) е многогодишно тревисто растение от семейство Каменоломкови. Видът е балкански ендемит.

## Име
През 1897 г. княз Фердинанд, който има интерес към ботаниката, организира експедиция, в която се проучва флората на Княжество България от лесовъда Константин Байкушев и главния градинар Йохан Келерер. По време на експедицията се проучва и Пирин и най-високият му връх Елтепе. На Пирин Йохан Келерер събира образци от каменоломка и заедно с немския ботаник Франц Зюдерман я описва като нов за науката вид. В знак на благодарност към Княза, я наричат на негово име Фердинандова (ferdinandi-coburgi). По-късно започва употребата на името Македонска каменоломка.

## Описание
Фердинандовата каменоломка е гъстотуфесто многогодишно тревисто растение като образува чим с многобройни розетки. Приосновните листа са с дължина от 5 до 7 mm и широчина 1 – 1,5 mm. Те са елиптични до продълговати, слабо разширени в основата. В долната част са ресничести, а по-нагоре са целокрайни, кожести и голи. На върха са с късо подвито зъбче. Ръбовете им са покрити с бели варовикови люспички. Тези листа образуват розетки. Стълбовите листа са с дължина между 3 и 8 mm. Имат продълговата форма, като в основата са си слабо разширени и приседнали. Цветоносните стъбла са с дължина 3 – 8 mm. Те са изправени и зелени, покрити с къси и лепкави тъмночервени до кафяви жлезисти власинки. Цветовете са от 7 до 12 на брой. Чашелистчетата са сраснали в основата. Дължината им е 3 – 4 mm, а широчината 1 – 2 mm. Имат триъгълно-елиптична форма. Венчелистчетата са с дължина 5 – 7 mm и широчина 3 – 4 mm. Те са целокрайни с обратно яйцевидно продълговата форма, като в основата са стеснени в нокът и златистожълт цвят. Цъфтежът е между май и август.

## Разпространение
Фердинандовата каменоломка се среща във варовикови скални пукнатини в планинския и високопланинския пояс в България и Северна Гърция. В България е установена в Славянка, Пирин и Средни Родопи – резерват „Червената стена“, Мурсалица и Триград, между 900 и 2900 метра н.в.